# ناتالیا لووتسوا
ناتالیا لووتسوا (انگلیسی: Nataliya Lovtsova؛ زادهٔ ۱۴ آوریل ۱۹۸۸) ورزشکار ورزش شنا اهل روسیه است.
وی در مسابقات کشوری و بین‌المللی در مجموع برندهٔ ۱ مدال نقره، ۱ مدال برنز شده‌است.